# Adramelech (Band)
Adramelech ist eine Death-Metal-Band aus Loimaa in Finnland. Ähnlich wie ihre finnischen Kollegen Demilich spielt die Band Death Metal mit teils melodischen Gitarren.

## Bandname
Für die Herkunft des Bandnamens siehe Adramelech. Die Band ist nicht zu verwechseln mit der italienischen Power-Metal-Band Adramelch.

## Geschichte
Die Band wurde schon im Jahr 1991 gegründet, brauchte aber bis 1996 für ihr Debütalbum. Zwischenzeitlich wurden zwei Demos und eine EP veröffentlicht. Nach längerer Pause folgte dann ein Minialbum mit dem Titel The Fall, welches nur als 3"-CD-Format über Repulse Records veröffentlicht wurde. 1996 erschien das Debütalbum Psychostasia ebenfalls auf Repulse Records. 1998 erfolgte dann eine größere Tournee mit Deeds of Flesh, Incantation und Avulsed.
Für das zweite Album Pure Blood Doom haben Adramelech ein eigenes Label gegründet (Severe Music), welches heute jedoch nicht mehr existiert. Daher ist die Band bei dem spanischen Xtreem-Music-Label unter Vertrag. Die Alben der Band wurden alle im Tico-Tico-Studio aufgenommen, einem der bekanntesten Metal-Musikstudios Finnlands in dem unter anderem auch Impaled Nazarene und Sentenced bereits aufgenommen haben.
Trotz der aktuellen Inaktivität hat sich die Band nicht offiziell aufgelöst, sondern macht laut Angabe auf ihrer MySpace-Seite nur eine Pause unbestimmter Länge.

## Diskografie
- 1991: Human Extermination (Demo)
- 1992: Spring of Recovery (EP)
- 1992: Grip of Darkness
- 1995: The Fall (EP)
- 1996: Psychostasia
- 1998: Seven (EP)
- 1999: Pure Blood Doom
- 2005: Terror of Thousand Faces